# Khady Dieng
Ndeye Khadidiatou Dieng, detta Khady (Dakar, 1º dicembre 1994), è una cestista senegalese.

## Carriera
Con il Senegal ha disputato i Campionati mondiali del 2018.